# Ak'ak'i Tsereteli
Ak'ak'i Tsereteli (in georgiano: აკაკი წერეთელი; 9 giugno 1840 – 26 gennaio 1915) è stato un poeta e scrittore georgiano ed una delle figure più rilevanti del movimento nazionale per la libertà.
È stato autore di centinaia di poemi patriottici. Scrisse anche il celebre poema d'amore Suliko. È sepolto al Pantheon di Mtatsminda.